# 乞丐的圣尼各老堂
乞丐的圣尼各老堂（Chiesa di San Nicolò dei Mendicoli）是一座教堂，位于威尼斯的多尔索杜罗区。

## 历史
原来教堂所在的小岛曾经是贫穷的渔民居住的地点，因此在圣尼各老前加上了“乞丐”二字。从此，这些居民被称为“尼科洛蒂”（Nicolotti）。目前的建筑大约建于12世纪，多次重建。1764年增加了现在的钟楼以取代旧的钟楼。

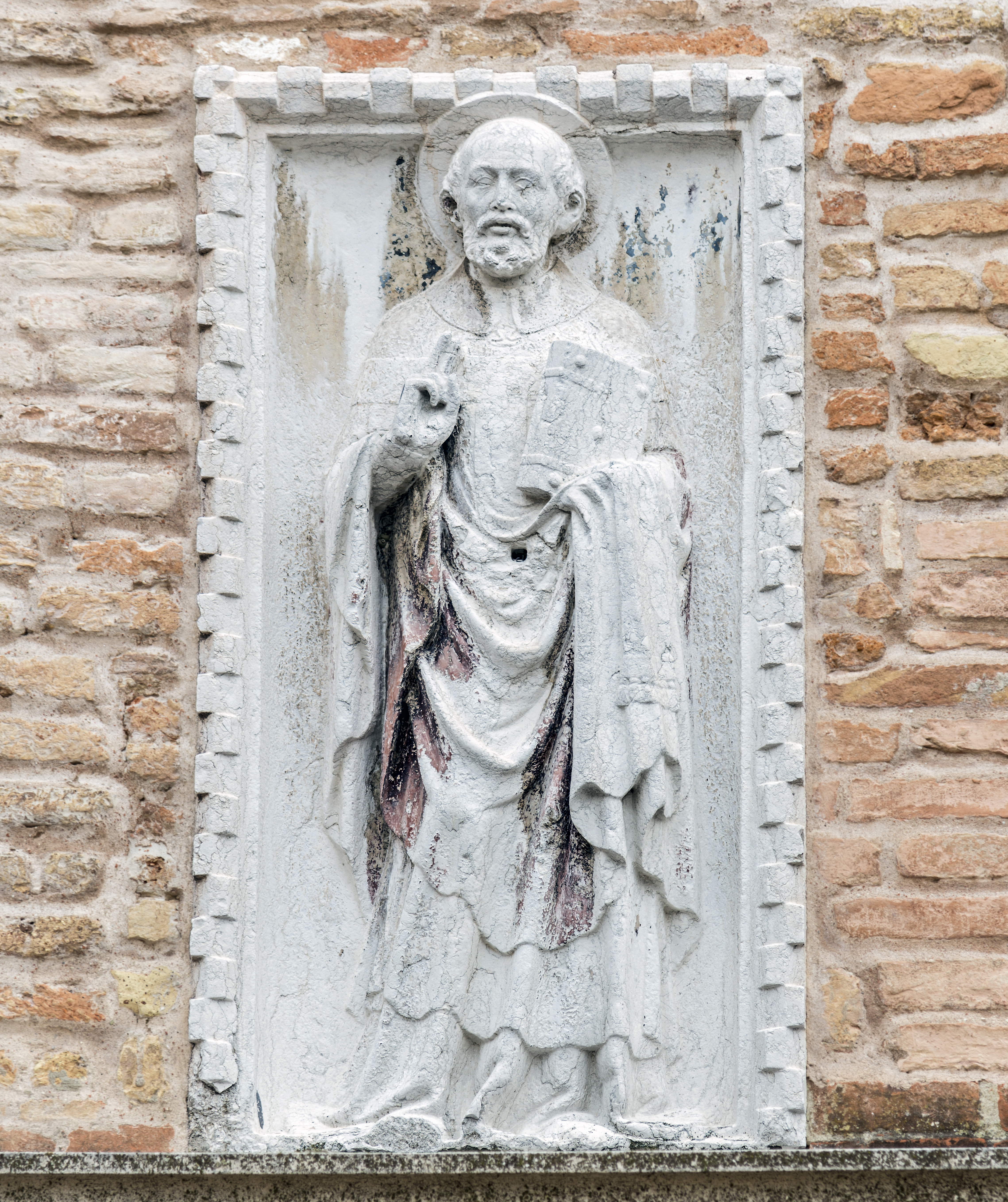
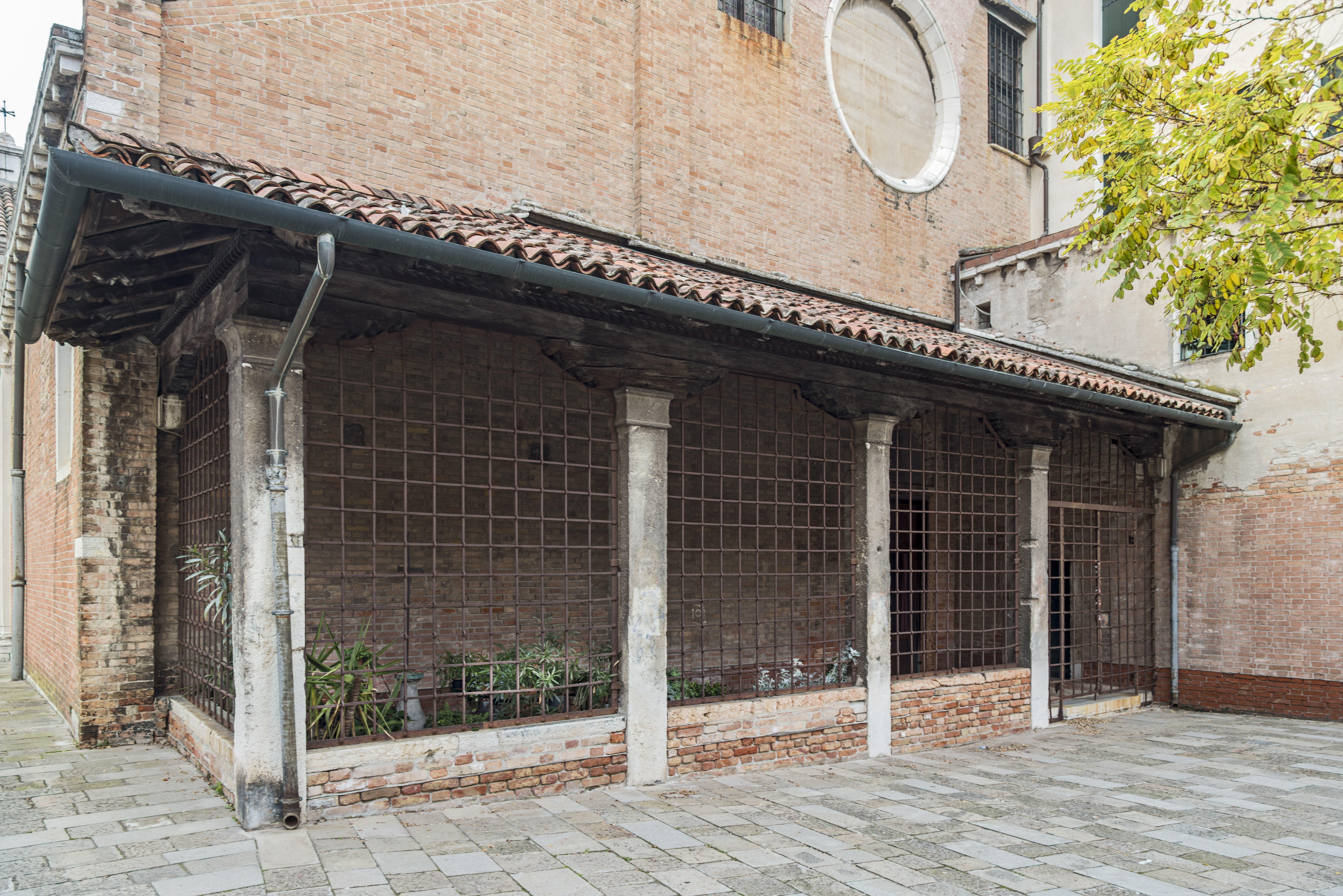
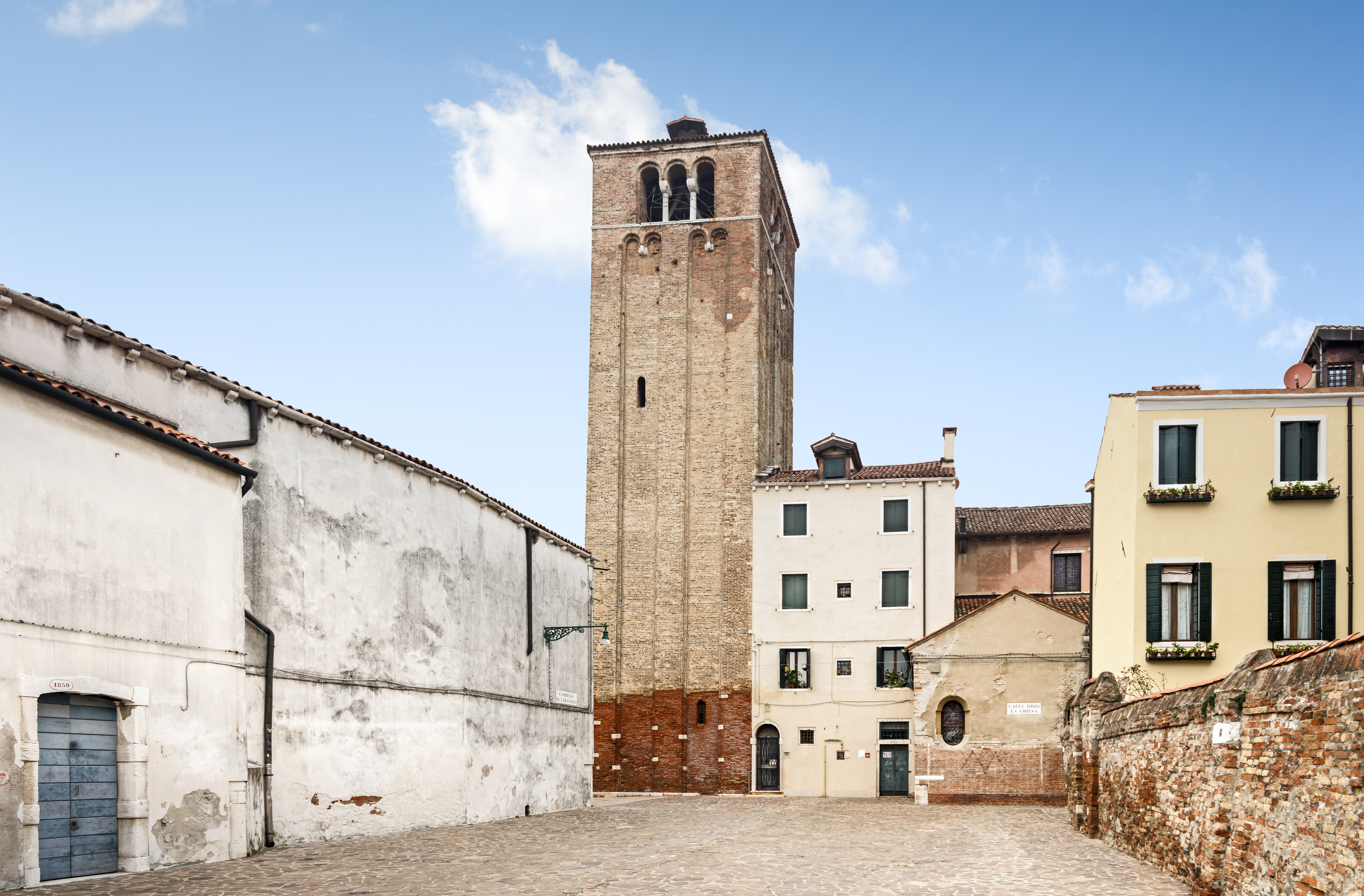

入口位于中殿的右侧。中殿由科林斯柱分隔。柱子上的勾形来源于赞助人家族的徽章。圣坛有一个15世纪的圣尼古拉雕像手拿三个金球，象征着传说中捐赠的金钱，拯救三个女孩免于卖淫。中殿墙上有Alvise Benfatto等多位画家的画作。天花板两端是Leonardo Corona的作品，而中间是Francesco Montemezzano的作品。

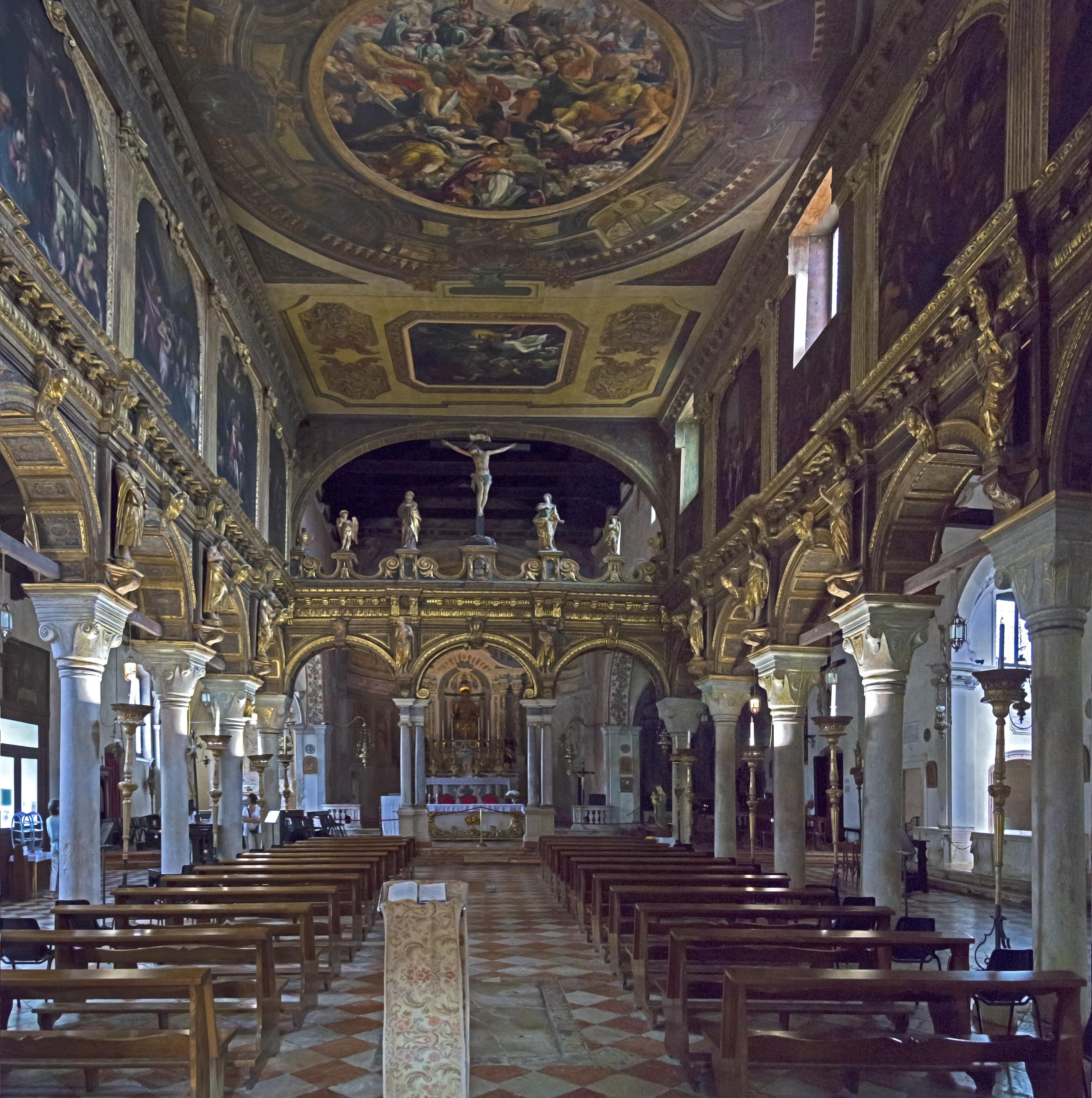
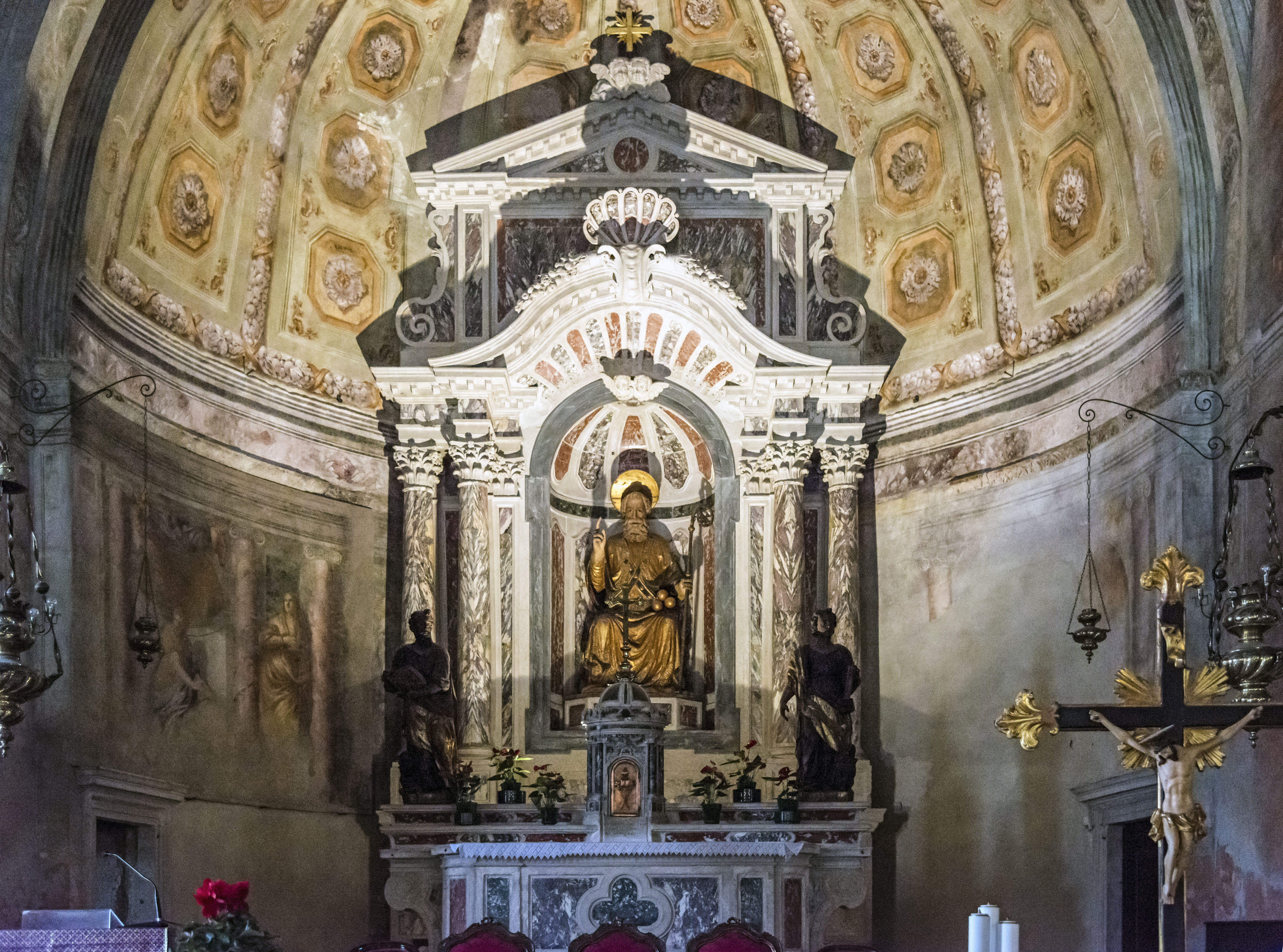
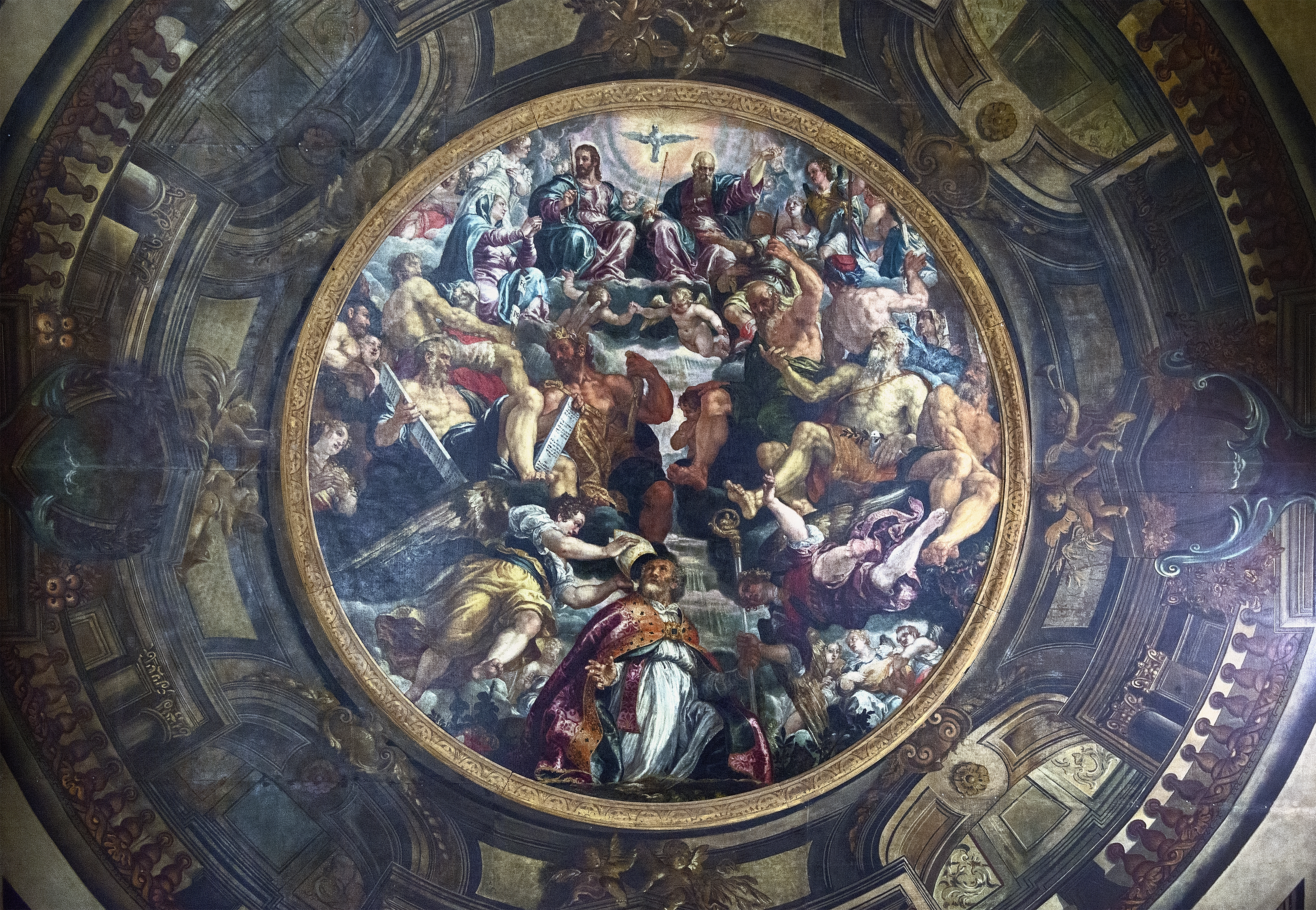
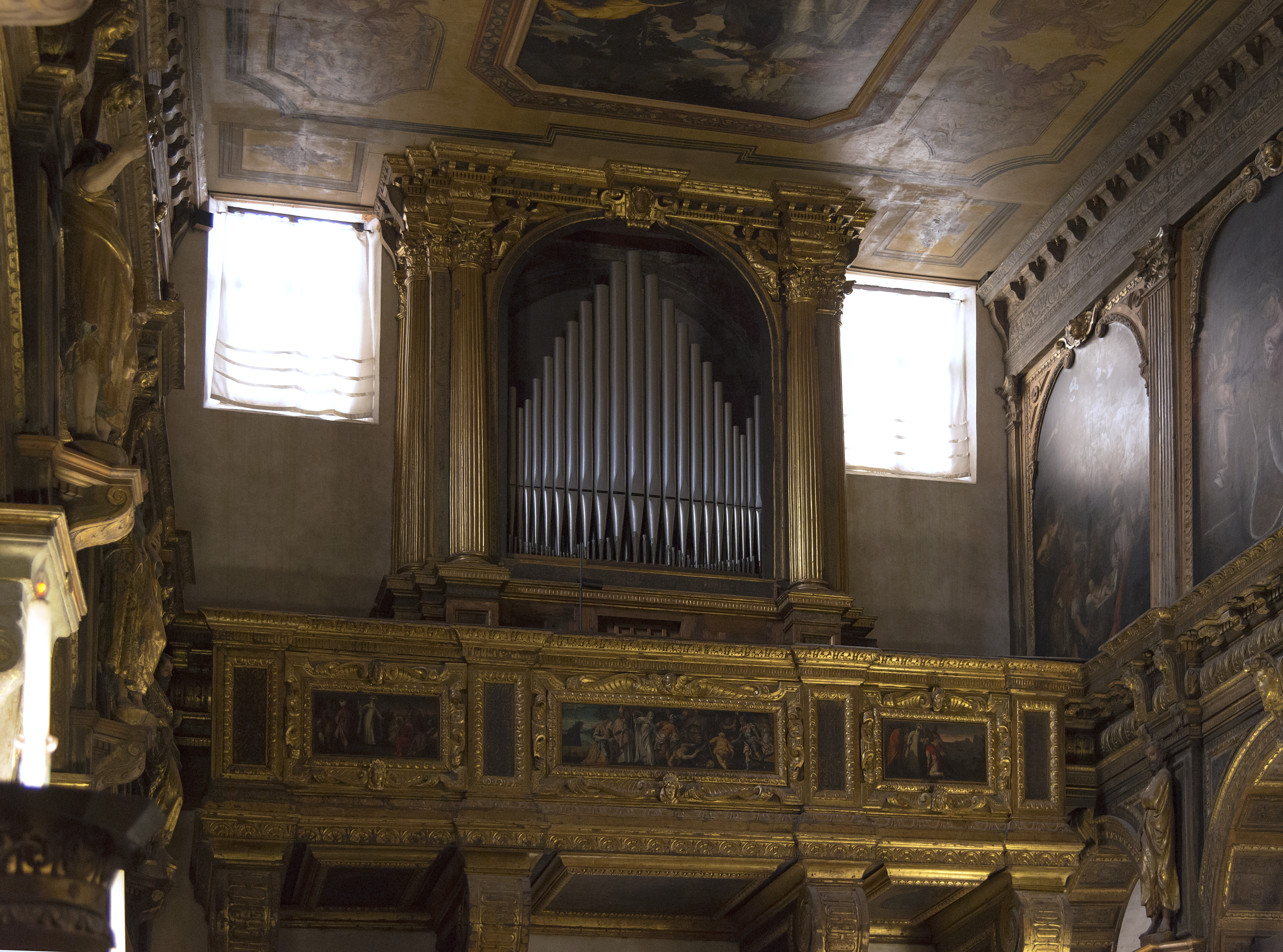
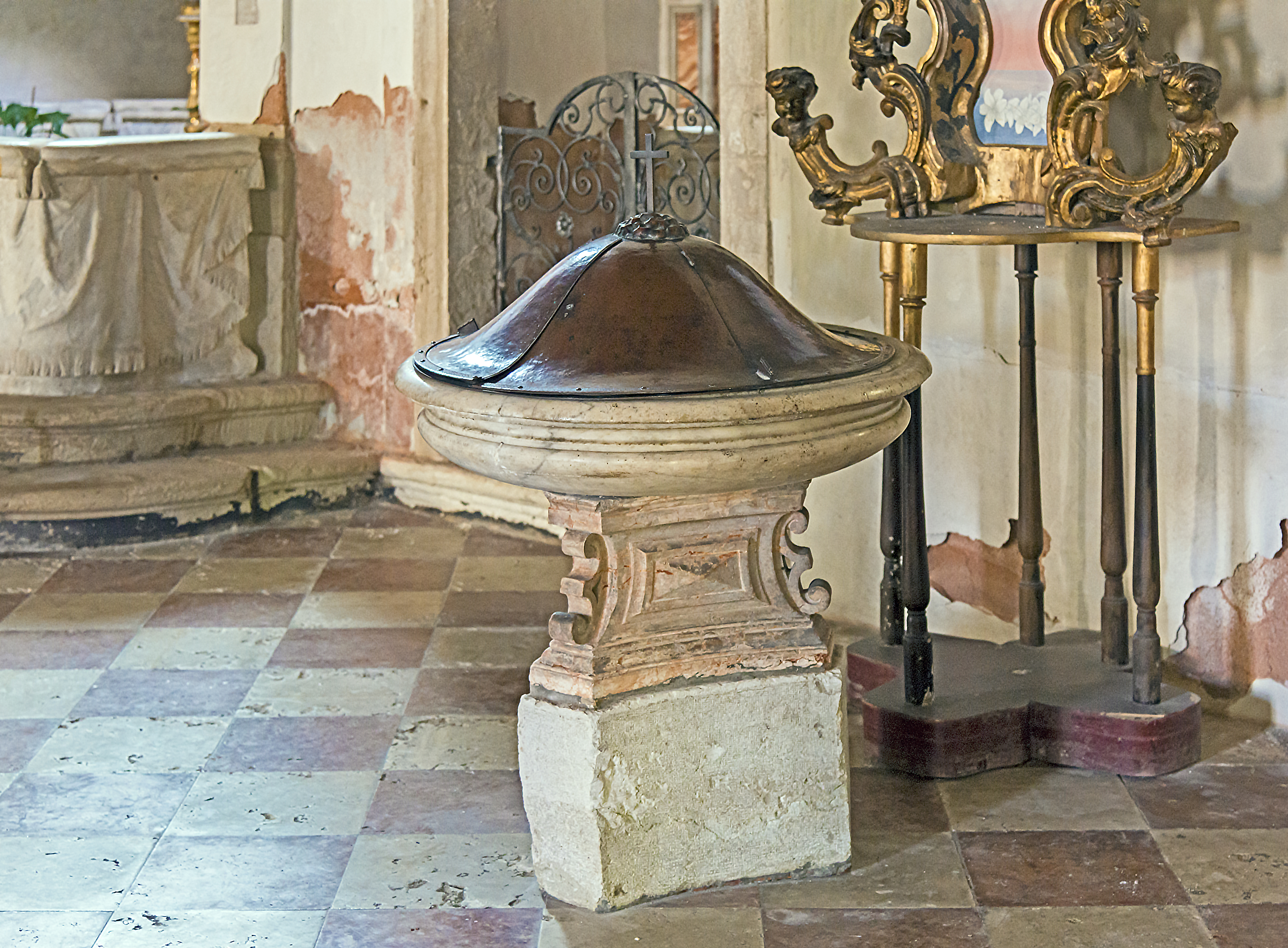
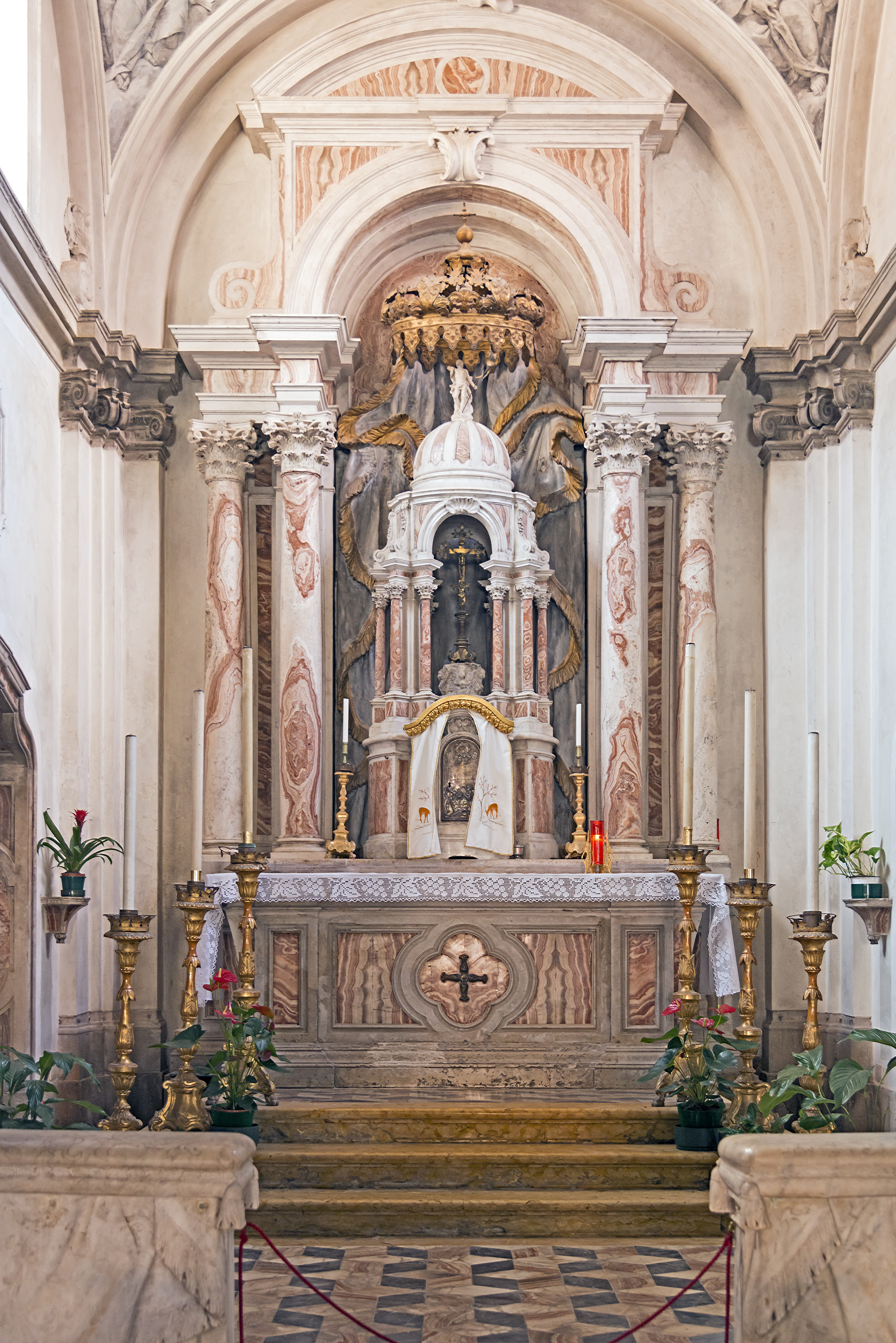